# Описание путешествия в Московию
«Описание путешествия в Московию и Персию» (нем. Beschreibung der Muscowitischen und Persischen Reise) — книга немецкого географа-путешественника Адама Олеария (1599—1671), впервые изданная в Шлезвиге в 1647 году на немецком языке. Книга содержит подробное описание жизни, порядков и нравов русского народа в XVII веке.

## Предыстория
Адам Олеарий родился 24 Сентябрья 1599 в Ашерслебене, недалеко от Магдебурга. После учёбы в Лейпциге он стал библиотекарем и придворным математиком Фридриха III, а в 1633 году был назначен секретарём послов — Филиппа Крузия, юрисконсульта, и Отто Брюггемана, купца из Гамбурга, посланного герцогом в Московию и Персию в надежде принять меры для того, чтобы его, недавно основанный город Фридрихштадт, стал конечным пунктом сухопутной торговли шёлком. Посольство отправилось из Готторпа 22 октября 1633 г. и проследовало через Гамбург, Любек, Ригу, Дерпт (пять месяцев пребывания), Ревель, Нарву, Ладогу и Новгород в Москву (14 августа 1634 г.). Здесь они заключили выгодный договор с царём Михаилом Фёдоровичем и немедленно вернулись в Готторп (14 декабря 1634 г. — 7 апреля 1635 г.), чтобы добиться ратификации этого соглашения, прежде чем отправиться в Персию.

## Содержание книги
Книга описывает записки о путешествиях Олеария в Россию и Персию. В сочинениях Олеария приведены сведения по географии и истории России, о населявших её народах, их обычаях и нравах, населённых пунктах и т. д. Сочинение содержит большое количество рисунков и карт.

#### Первое путешествие в Москву
В 1634 году Олеарий прибыл в шведскую Ингерманландию, посетив Нарву, крепости Ям, Копорье, Ниеншанц и Нотебург. После этого, послы отправились в Великий Новгород и далее, через Торжок, и Тверь к Москве. Прибыв в Москву в середине августа в составе посольства, Олеарий был удостоен аудиенции с царём Михаилом Фёдоровичем, после чего, пробыв в городе четыре месяца, в декабре отправился в обратный путь. Для запланированого будущего путешествия в Персию, в Нижним Новгороде было решено построить парусник под надзором немецкого кораблестроителя Михаила Кордеса.

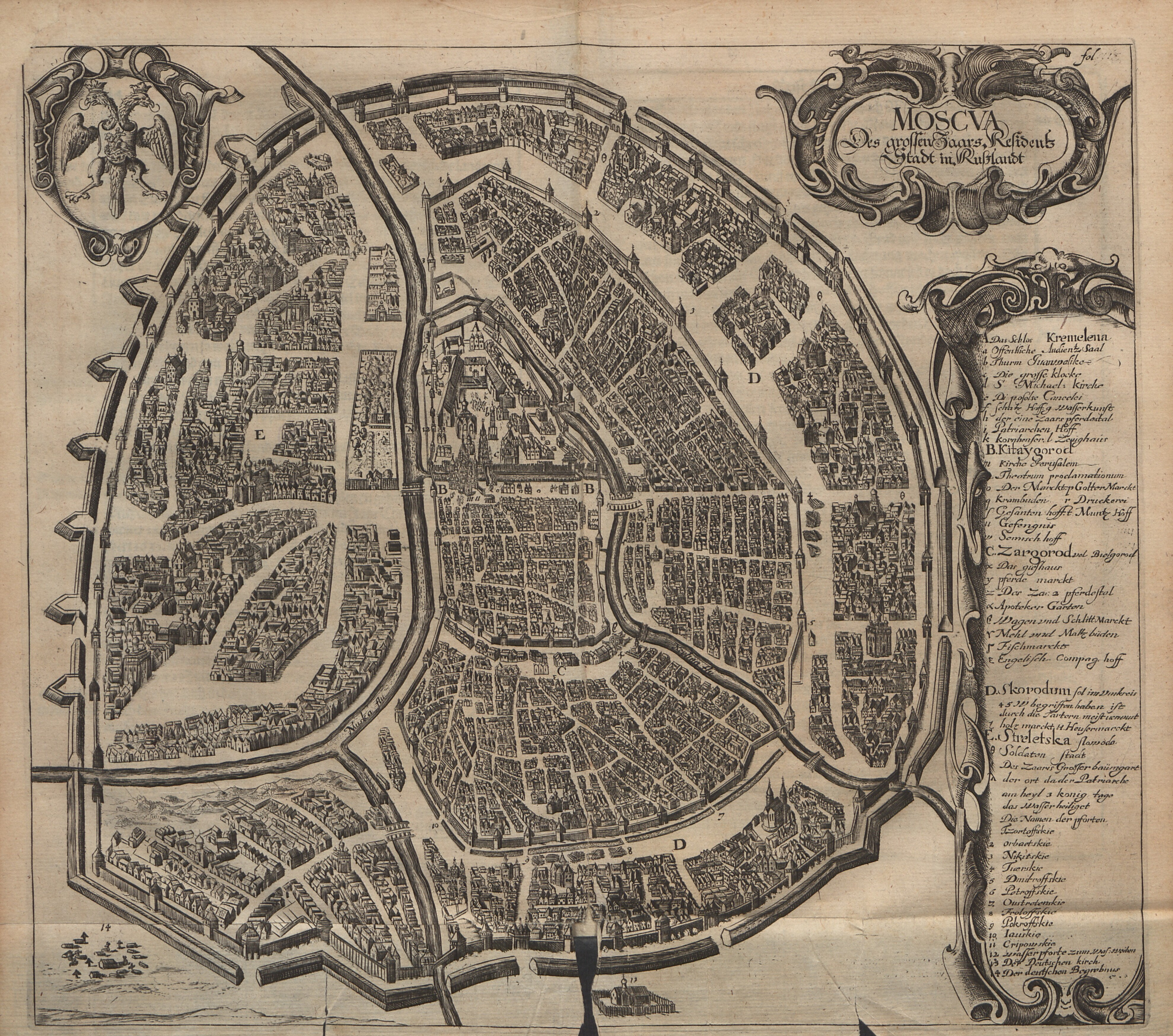
карта Москвы
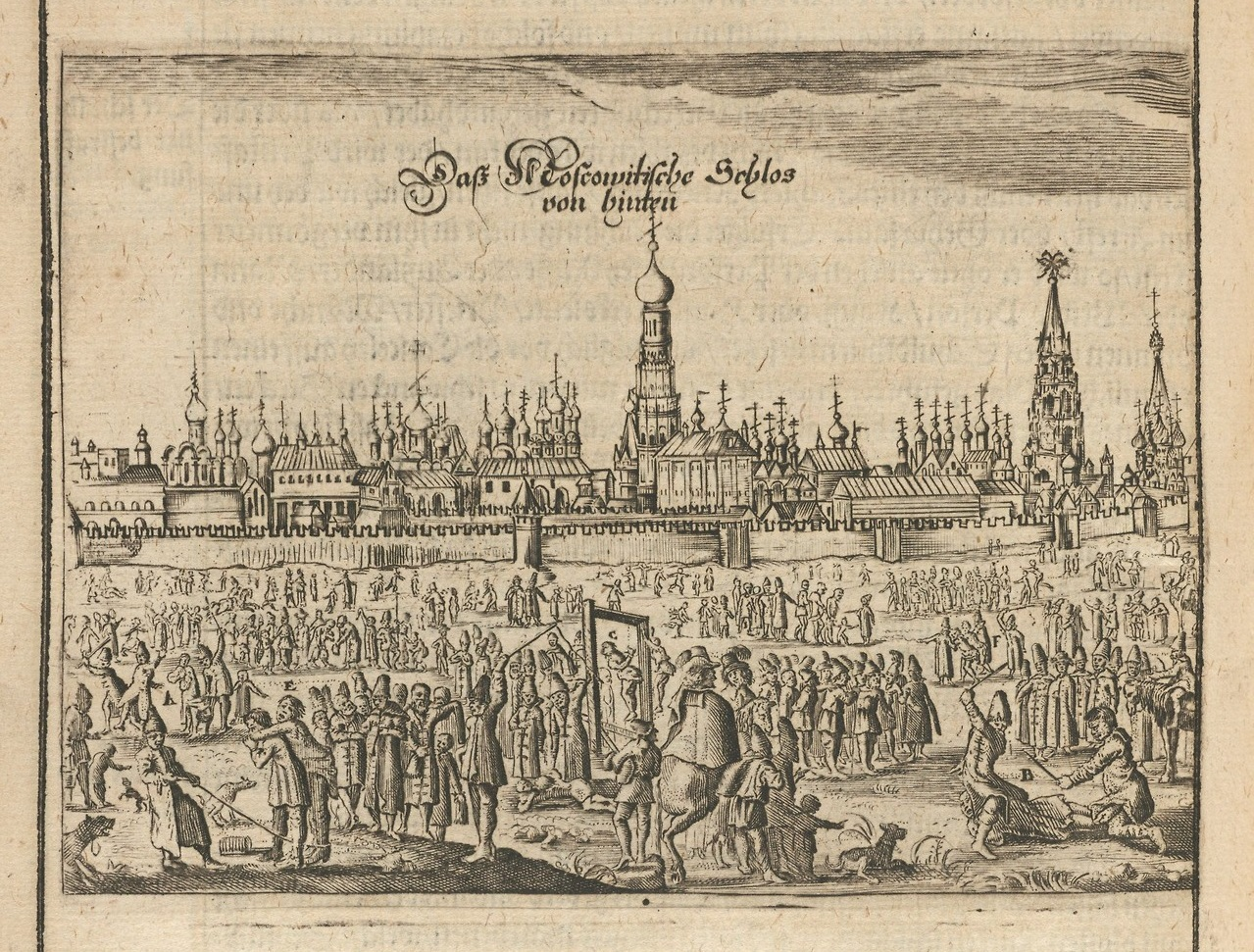
вид на Кремль
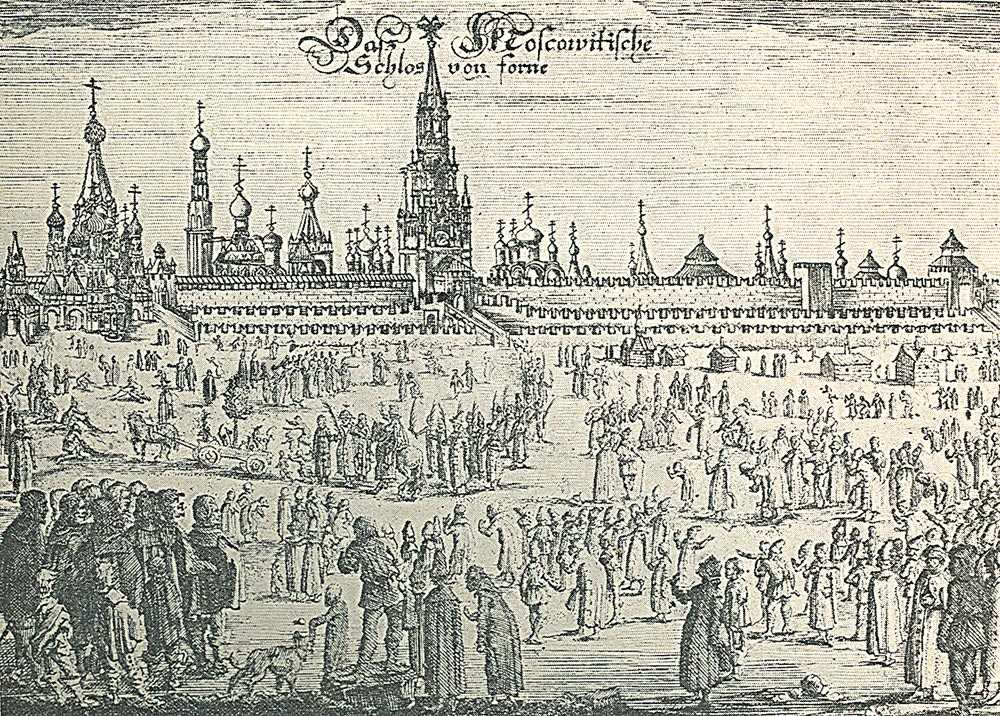
Спасская башня
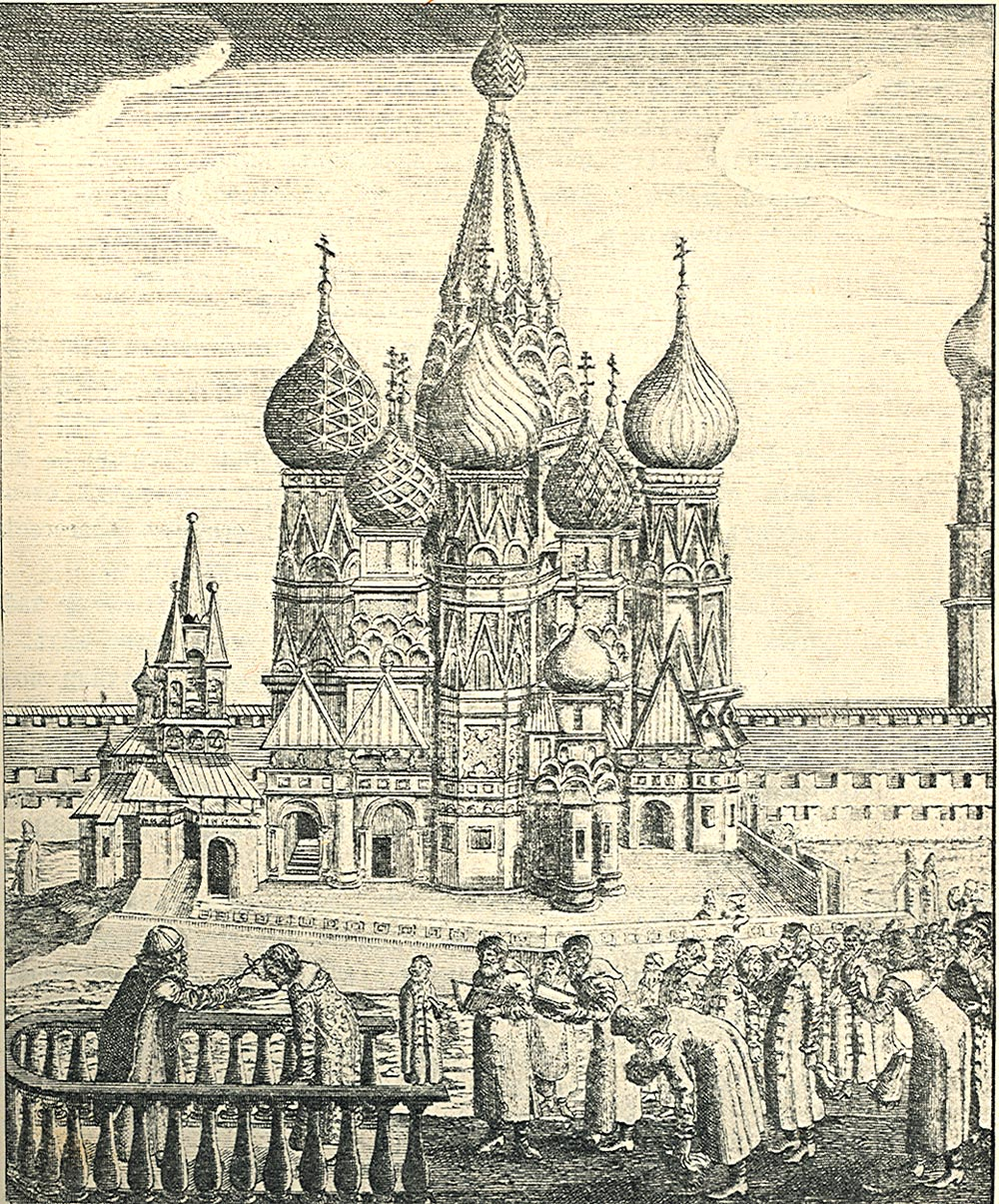
Покровский собор

#### Путешествие в Персию
Для достижения своей конечной цели — Персии, необходимо было отправить второе посольство в Москву.
В октябре 1635 года Орлеарий в составе посольства выехал из Гамбурга. 9 ноября сильный ветер выбросил судно на камни у острова Гогланд, но несмотря на то, что судно затонуло, всем удалось благополучно достигнуть берега. В марте 1636 года Олеарий снова посетил Великий Новгород и в конце месяца прибыл в Москву. При описании города Олеарий упоминает московские достопримечательности, такие как колокольня Ивана Великого и Годуновский колокол (предшественник Царь-колокола).
Получив от государя Михаила Фёодоровича разрешение на проезд из Москвы до городов Коломны, Переяславля, Рязани, Касимова, Мурома, Нижнего Новгорода, Казани и Астрахани, посольство в составе 85 человек, и 30 московских стражников отправилось в Персию к персидскому шаху Сефи.
В июле 1636 года в Нижнем Новгороде немецкое посольство поднялись на борт парусника «Фредерик» и отправилось в путешествие по реке Волге к Каспийскому морю. Осенью они посетили Терский город и направились к Дербенту, но разразившаяся буря сильно повредила судно, которое было выброшено на отмель побережья провинции Ширван. В конце декабря Олеарий со своими спутниками прибыли в город Шемахы, где остановились на отдых. Весной 1637 года они посетили Ардебиль, Гилян, Исфахан и Дагестан — Дербент, и Тарки. 
Летом Олеарий добрался до Астрахани и в январе 1638 посольство вернулось в Москву. В марте они отбыли в Германию и 1 августа прибыли в резиденцию Готторп.

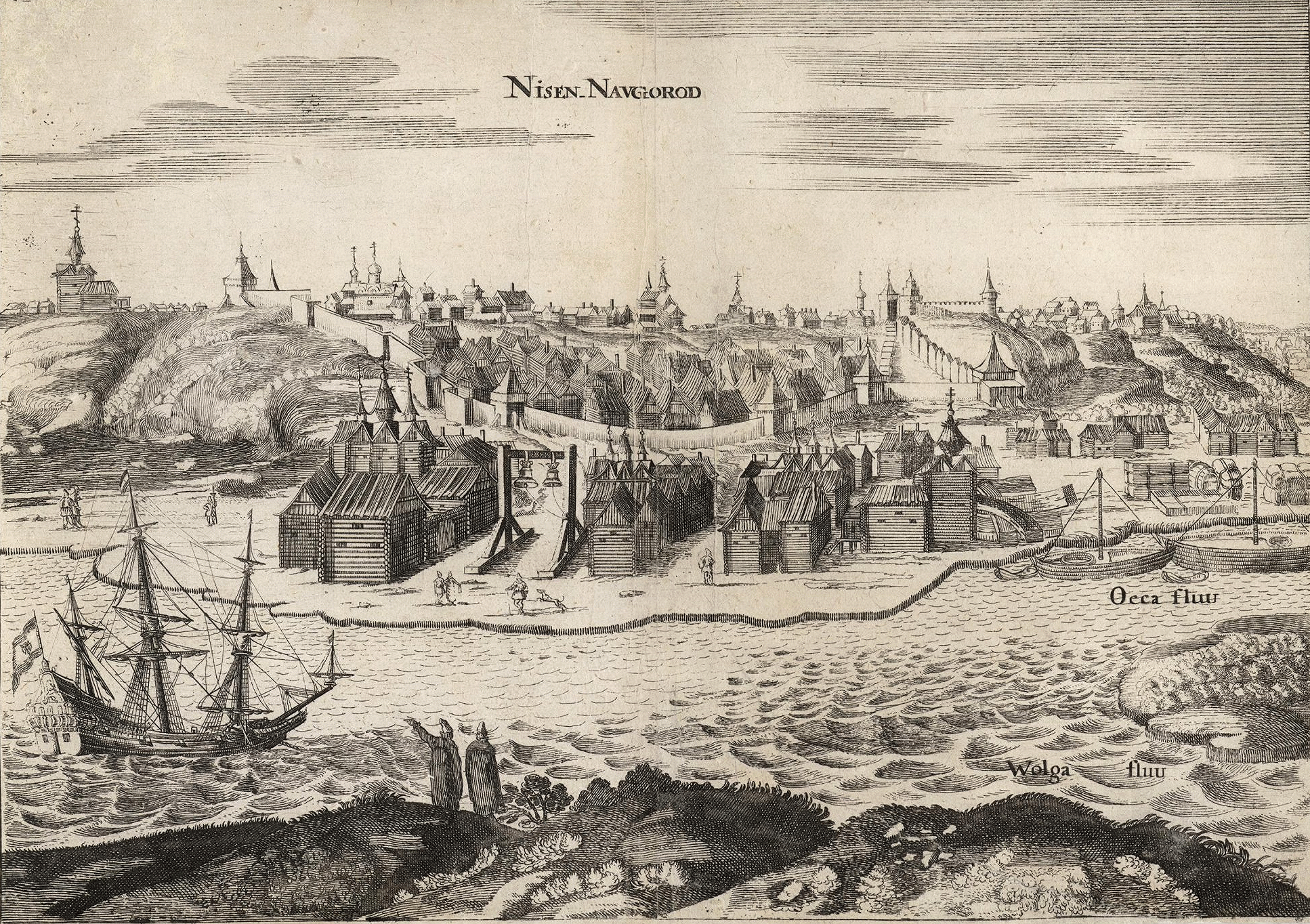
Корабль «Фредерик» у Нижнего Новгорода
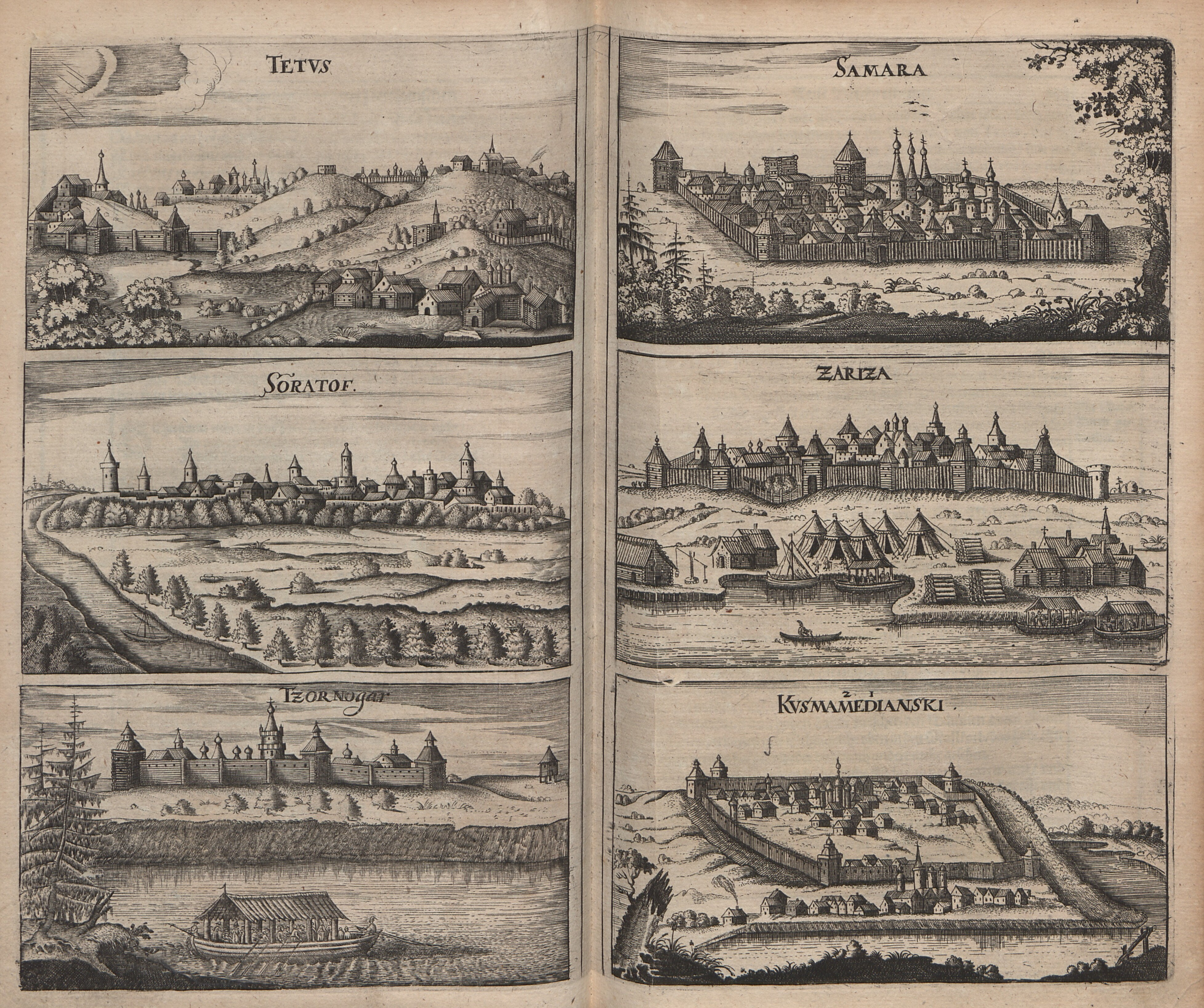
города Тетюши, Самара, Саратов, Царицын, Чёрный Яр, Козьмодемьянск
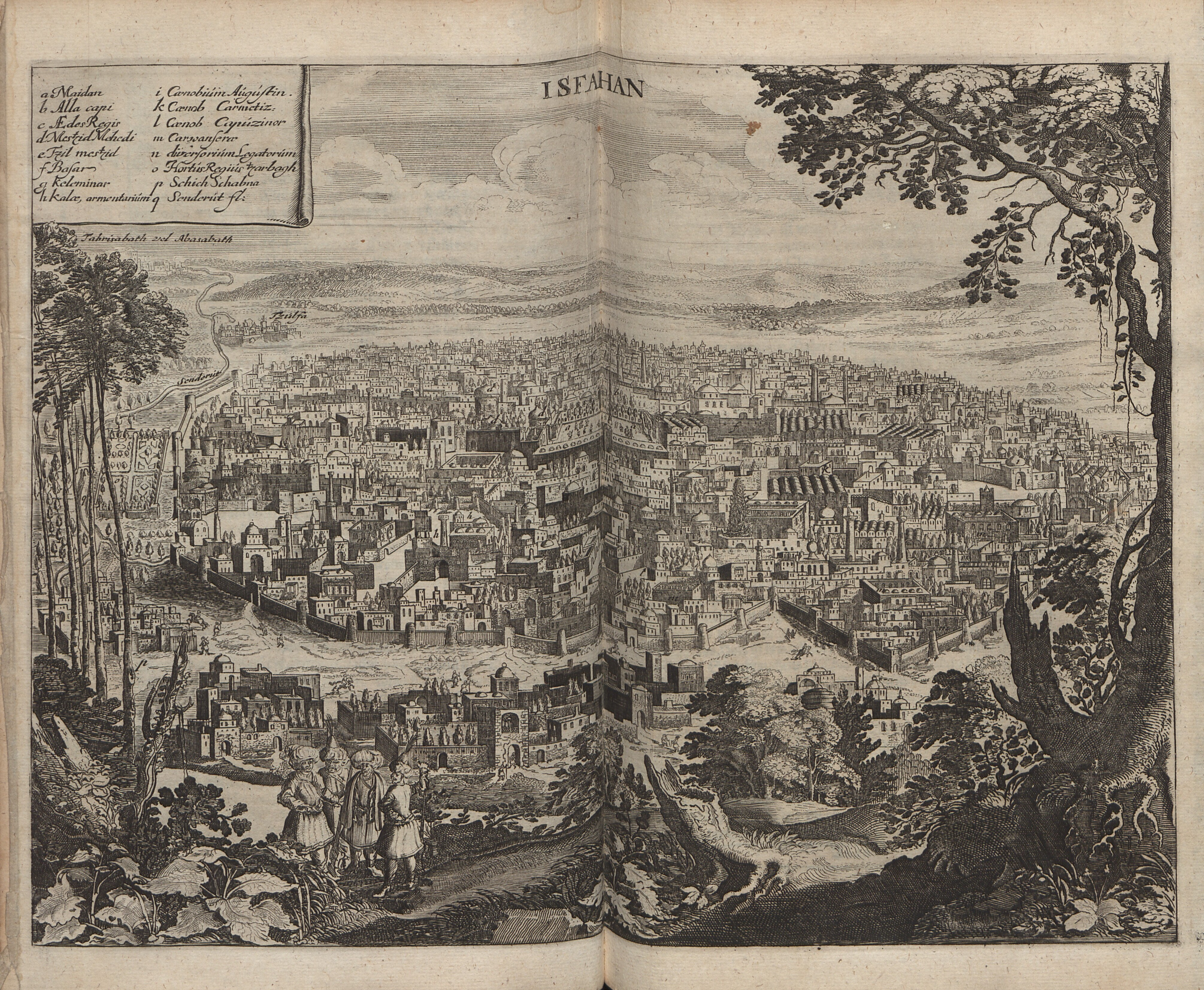
Исфахан
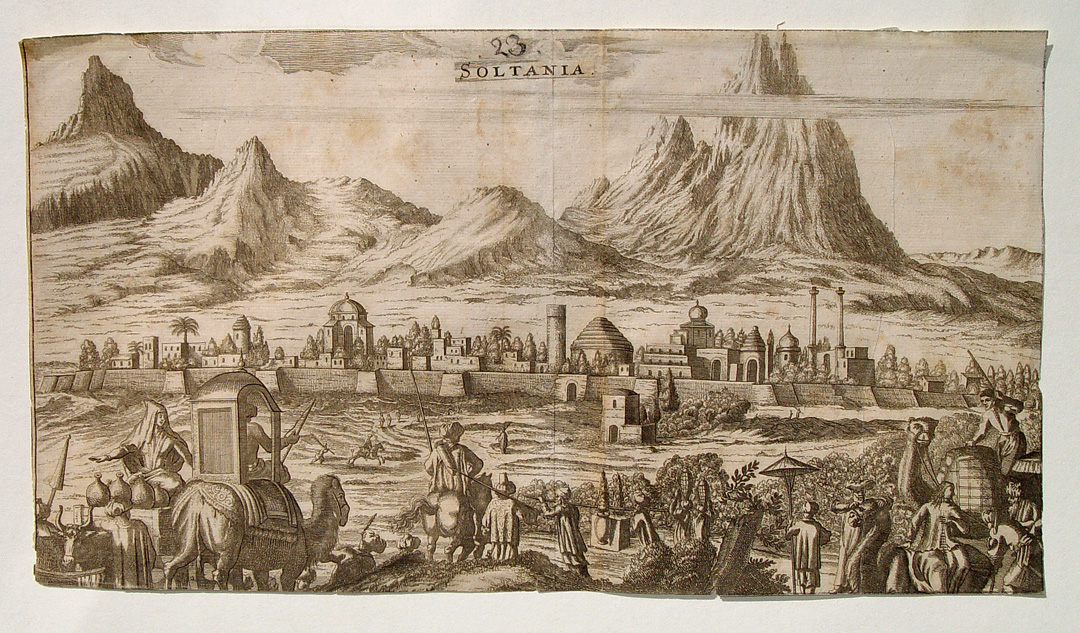
Сольтание

## Переводы
Оригинальное издание 1647 года имело название «Описание нового Восточного путешествия, произошедшего по случаю голштинской миссии к королю Персии: тех мест и стран, через которые проходило путешествие, таких как Россия, Тартария и Персия». Издания после 1654 года дополнены главами об взошествии на престол царя Алексея Михайловича. Книга переиздавалась на нескольких языках:
- издания на немецком языке с 1647 по 1696 годы.
- на французском — издатель Питер Ван дер Аа (1719) с иллюстрациями Николааса Витсена в виде гравюр[4];
- на русском языке — «Подробное описание путешествия голштинского посольства в Московию и Персию в 1633, 1636 и 1639 годах», перевод П.П. Барсова, 1870 год.[5] «Описание путешествия в Московию и через Московию в Персию и обратно», переводчик Ловягин А. М., 1906 год.[6]